# Jean Ribit de la Rivière
Pour les articles homonymes, voir La Rivière.
Jean Ribit de la Rivière, né vers 1546 à Genève et mort 5 novembre 1605 à Paris est un médecin protestant,, qui est conseiller et premier médecin du roi Henri IV de 1594 jusqu'à son décès en 1605. Il est souvent confondu dans les ouvrages avec le médecin Roch Le Baillif, sieur de la Rivière.

## Biographie

### Famille et études
Son père est Jean Ribit, huguenot né à Sales dans la province de Faucigny, qui a fui la Savoie pour la Suisse en raison de ses convictions religieuses. Il s'installe d'abord à Zurich en 1538, où il épousé Agnès Rosin. En 1540, il prend la succession de son ami Conrad Gessner comme professeur de grec à Lausanne, puis de théologie, en 1547, avant de démissionner en 1559 pour devenir régent du Collège Calvin de Genève et enfin professeur d'exégèse biblique à Orléans, où il meurt en 1564,.
Jean, son fils, commence probablement ses études au Collège de Genève où travaille son père et où Agrippa d'Aubigné est aussi étudiant. Il part ensuite vraisemblablement poursuivre ses études à Turin où sa présence est attestée en 1571.

### Médecin des Grands
Après un long périple à travers l'Europe, il fréquente la cour d'Henri de Navarre à Nérac, où il a comme patiente et protectrice la sœur du futur roi de France, Catherine de Navarre. Il devient ensuite médecin particulier de Henri de la Tour d'Auvergne qu'il accompagne en Angleterre en mission diplomatique en 1590, puis en Allemagne. Plus que son médecin, il est alors devenu l'ami du futur Maréchal de France.

### Premier médecin du Roi
En 1594, à la mort de Jean d'Ailleboust, « premier médecin » du roi Henri IV, c'est Jean Ribit qui lui succède. 
Vers 1598, il reçoit la visite de Théodore Turquet de Mayerne. Ce jeune médecin, fraîchement diplômé de la faculté de Montpellier, est un compatriote et un coreligionnaire de Jean Ribit qui le fait nommer « médecin ordinaire du roi ». Turquet de Mayerne, qui deviendra par la suite « premier médecin » des rois d'Angleterre Jacques Ier, Charles Ier et Charles II, va recueillir et utiliser les notes de Ribit dans ses propres ouvrages. L'historien Hugh R. Trevor-Roper suggère d'ailleurs que la renommée de Turquet de Mayerne est en grande partie basée sur les travaux de Jean Ribit.